# Fred Sinowatz
Alfred "Fred" Sinowatz (Neufeld an der Leitha, Àustria 1929 - Viena 2008) fou un historiador, periodista i polític austríac socialdemòcrata, que fou Canceller d'Àustria entre els anys 1983 i 1986, també fou Vicecanceller entre 1981 i 1983, i Ministre Federal d'Educació, Ciència i Cultura entre 1971 i 1983, en els governs de Bruno Kreisky.

## Biografia
Va néixer el 5 de febrer de 1929 a la població de Neufeld an der Leitha (Burgenland, Àustria). La seva família era provinent de Croàcia, el seu pare era mecànic i la seva mare treballava en una fàbrica.
Estudià la primària i la secundària a Wiener Neustadt (Burgenland), i posteriorment passà a estudiar història, estudis germànics i periodisme a la Universitat de Viena, on es doctorà el 1953. Posteriorment, el 1956 passà a treballar com a funcionari, fent de bibliotecari al Landesarchivs d'Eisenstadt (la capital de Burgenland)
Sinowatz es casà, però al cap de pocs anys es quedà vidu i amb dos fills.

## Vida política
Sinowatz començà la seva carrera política com a regidor de Neufeld an der Leitha pel Partit Socialdemòcrata d'Àustria (SPÖ) entre 1957 i 1969.
El 1961 va esdevenir secretari nacional del Partit Socialdemòcrata a l'estat federat de Burgenland, aquest càrrec el va mantenir fins al 1978. El 1961 fou elegit diputat al Landtag (parlament) de Burgenland, i en fou president (1964-1966).
A les eleccions legislatives de 1966 fou elegit diputat al Consell Nacional, i es feu càrrec de la comissió de cultura als estats federats (1966-1971), fou reelegit el 1970, deixà el càrrec el 1971 per entrar al govern federal.
Després de les eleccions legislatives de 1971, el canceller Bruno Kreisky el nomenà Ministre Federal d'Educació, Ciència i Cultura el 4 de novembre de 1971. Sinowatz entrà al govern en època de grans reformes, de manera que ell ho aplicà al seu ministeri federal: va introduir la gratuïtat dels llibres de text, va potenciar la creació d'escoles a les capitals de districte, va permetre que l'alumne pogués escollir escola sense dependre des possibilitats financeres dels pares, modificà la llei i creà nous tipus d'escoles, que aquests havien de ser mixtes, i tot això va portar que es reduís la diferència entre l'escola de ciutat i l'escola dels pobles. Fou reelegit el 1975 i el 1979.
El 20 de gener de 1981, després de la dimissió de Hannes Androsch, fou nomenat Vicecanceller d'Àustria (segon cap de govern), tot i això va mantenir el càrrec de ministre federal.

## Canceller d'Àustria (1983-1986)
A les eleccions legislatives de 1983, el Partit Socialdemòcrata perdé la majoria absoluta, i es va veure obligat a formar coalició. Això no li va agradar al canceller Kreisky, i renuncià al càrrec de canceller i president del partit, el partit elegí a Sinowatz com a successor tant al capdavant del partit com del govern, però s'enfrontà a la difícil decisió de formar govern. Finalment arribà a un acord de coalició amb el Partit Liberal, i el 24 de maig de 1983 prengué possessió del càrrec de Canceller.
El mandat de Kreisky no fou fàcil, per què afrontà una falta de lideratge envers el cap de gabinet i coordinador de la coalició Hans Pusch. Això provocà una greu crisi interna, que a més a més fou accentuada amb la construcció d'una central hidroelèctrica a Hainburg an der Donau (riu Danubi), llavors milers de persones es manifestaren en contra d'aquesta construcció, ja que era dins del Parc Nacional Danube-Auben, però en el missatge de Nadal, el 22 de desembre de 1984 Sinowatz renuncià a la construcció i un "Nadal de pau" a l'estat.
Tot i això el mandat de Sinowatz va tenir més escàndols, començà el mandat amb l'"Escàndol del Vi", que era sobre suposades irregularitats en la construcció del nou Hospital General de Viena, i en particular la crisi dels creixents deutes de la indústria nacionalitzada.
La forma de fer i de dir de Sinowatz no fou típica de la política, per exemple ell deia "Ich weiß, das klingt alles sehr kompliziert" (Ja ho sé, tot això sembla complicat), i de vegades també usava la frase "Es ist alles sehr kompliziert" (Tot és molt complicat).
Al final del seu mandat també tingué una altra polèmica amb el Ministre Federal de Defensa, el liberal Friedhelm Frischenschlager, quan aquest es reuní amb Walter Reder, un criminal de guerra nazi de la Segona Guerra Mundial, per això Sinowatz cessà a Frischenschlager el 15 de maig de 1986.

### Afer Waldheim
Setmanes abans de les eleccions presidencials de 1986, durant un míting electoral del Partit Socialdemòcrata Sinowatz insinuà que el candidat del Partit Popular d'Àustria, Kurt Waldheim tenia un passat nazi. Aquesta suposada indiscreció sortí en forma de biografia a la revista Profil aquella setmana.
Durant la campanya electoral, Sinowatz es va oposar durament a Waldheim. Quan aquest assegurava que ell mai havia estat membre del cos eqüestre de les Sturmabteilung, però que ocasionalment hi anava amb membres a fer unes passejades, Sinowatz contestava "Diria que Kurt Waldheim mai va ser membre de les SA, però només el seu cavall".
Tot i aquestes acusacions el 8 de juny de 1986 Waldheim guanyà la segona volta de les presidencials amb el 53,9%, vencent al socialdemòcrata Kurt Steyrer. L'endemà Sinowatz anuncià la seva dimissió com a Canceller, i designà com a successor seu al Ministre Federal de Finances Franz Vranitzky. Sinowatz traspassà el càrrec a Vranitzky el 16 de juny de 1986.
Més tard, el 1991 Sinowatz i altres dirigents socialdemòcrates foren condemnats per difamació del passat de Waldheim, finalment foren absolts.
El 1988 deixà el càrrec de President del Partit Socialdemòcrata i el Canceller Franz Vranitzky fou elegit com a tal.

## Retir i mort
Immediatament després de deixar el càrrec de president del partit, Sinowatz es retirà de la vida política i pública, i tornà a viure a la seva localitat natal.
Morí a Viena, Àustria l'11 d'agost de 2008, tenia 79 anys, en aquell moment era l'excanceller de més edat.